# Фуркатје ет Мезон Нев
Фуркатје ет Мезон Нев (фр. Fourcatier-et-Maison-Neuve) насеље је и општина у источној Француској у региону Франш-Конте, у департману Ду која припада префектури Понтарлије.
По подацима из 2011. године у општини је живело 86 становника, а густина насељености је износила 31,27 становника/km². Општина се простире на површини од 2,75 km². Налази се на средњој надморској висини од 940 метара (максималној 1.025 m, а минималној 889 m).

## Демографија
| 1962. | 1968. | 1975. | 1982. | 1990. | 1999. | 2011. |
| ----- | ----- | ----- | ----- | ----- | ----- | ----- |
| 37    | 50    | 34    | 49    | 80    | 75    | 86    |

График промене броја становника у току последњих година